# Нобре, Марсио
Марсио (Мерт) Нобре (порт.-браз. Márcio Nobre; полное имя — Марсио Феррейра Нобре, порт.-браз. Márcio Ferreira Nobre; род. 6 ноября 1980, Жатеи, Мату-Гросу-ду-Сул) — бразильский футболист, нападающий; тренер.

## Карьера
Нуньес — воспитанник клуба «Пайсанду» (Белен), затем он перешёл в «XV ноября» (Пирасикаба). Также молодёжными командами Нобре были «Вила-Нова» и «Ирати». В 1998 году Марсио стал привлекаться к основному составу, а в 1999 году перешёл в «Парану», за которую сыграл 57 матчей и забил 24 гола.